# 영양 남씨 괴시파 종택
영양 남씨 괴시파 종택(英陽 南氏 槐市派 宗宅)은 대한민국 경상북도 영덕군 영해면, 괴시리전통마을의 가장 중심에 위치한 영양 남씨 괴시파의 종가이다. 1987년 12월 29일 경상북도의 민속문화재 제75호로 지정되었다.

## 개요
호지마을의 가장 중심에 위치한 영양 남씨 괴시파의 종가이다. 17세기 말 남붕익이 처음 지었다고 전하며, 정침과 사당으로 구성되어 있는데, 사당은 약 80년 전에 지은 것이다.
ㅁ자형의 안채 오른쪽에 사랑채가 돌출해 있는 형태로, 앞면 8칸·옆면 5칸반 규모이다. 안채는 대청을 중심으로 왼쪽에 안방과 부엌, 오른쪽에 상방과 부엌이 있다. 상방은 원래 반칸의 마루이던 것을 방으로 개조한 것이다. 사랑채는 사랑방과 마루로 구성되어 있다. 사당은 정침 오른쪽 멀리 떨어진 곳에 마련되었다.
내부에 약간의 개조가 있었으나 조선 후기 주택구조가 잘 남아있는 건물이다.

## 참고 자료
- 영양 남씨 괴시파 종택 - 국가유산청 국가유산포털